# Force Sud (equip ciclista)
L'equip Force Sud fou un equip ciclista professional francès, que competí el 1996 fins que a finals de juliol d'aquell any, l'equip desaparagué per falta de pagaments. Entre els seus millors ciclistes destaquen noms com Christophe Capelle, Dominique Arnould o Pascal Lance.

## Principals resultats

### A les grans voltes
- Tour de França
  - 0 participacions

- Volta a Espanya
  - 0 participacions

- Giro d'Itàlia
  - 0 participacions